# Heroes (bài hát của Måns Zelmerlöw)
"Heroes" là ca khúc của ca sĩ người Thuỵ Điển Måns Zelmerlöw. Nó được phát hành vào ngày 28 tháng 2 năm 2015 dưới dạng cho tải về kỹ thuật số ở Thụy Điển. Bài hát được sáng tác bởi Anton Malmberg Hård af Segerstad, Joy Deb và Linnea Deb. Vào ngày 14 tháng 3, ca khúc chiến thắng giải Melodifestivalen 2015 và là đại diện của Thuỵ Điển tham dự và giành chiến thắng tại Eurovision Song Contest 2015 tổ chức ở Vienna, Áo. Đây là đĩa đơn chủ đạo trong album phòng thu thứ sáu của Zelmerlöw có tên gọi Perfectly Damaged.

## Chiến thắng tại Eurovision

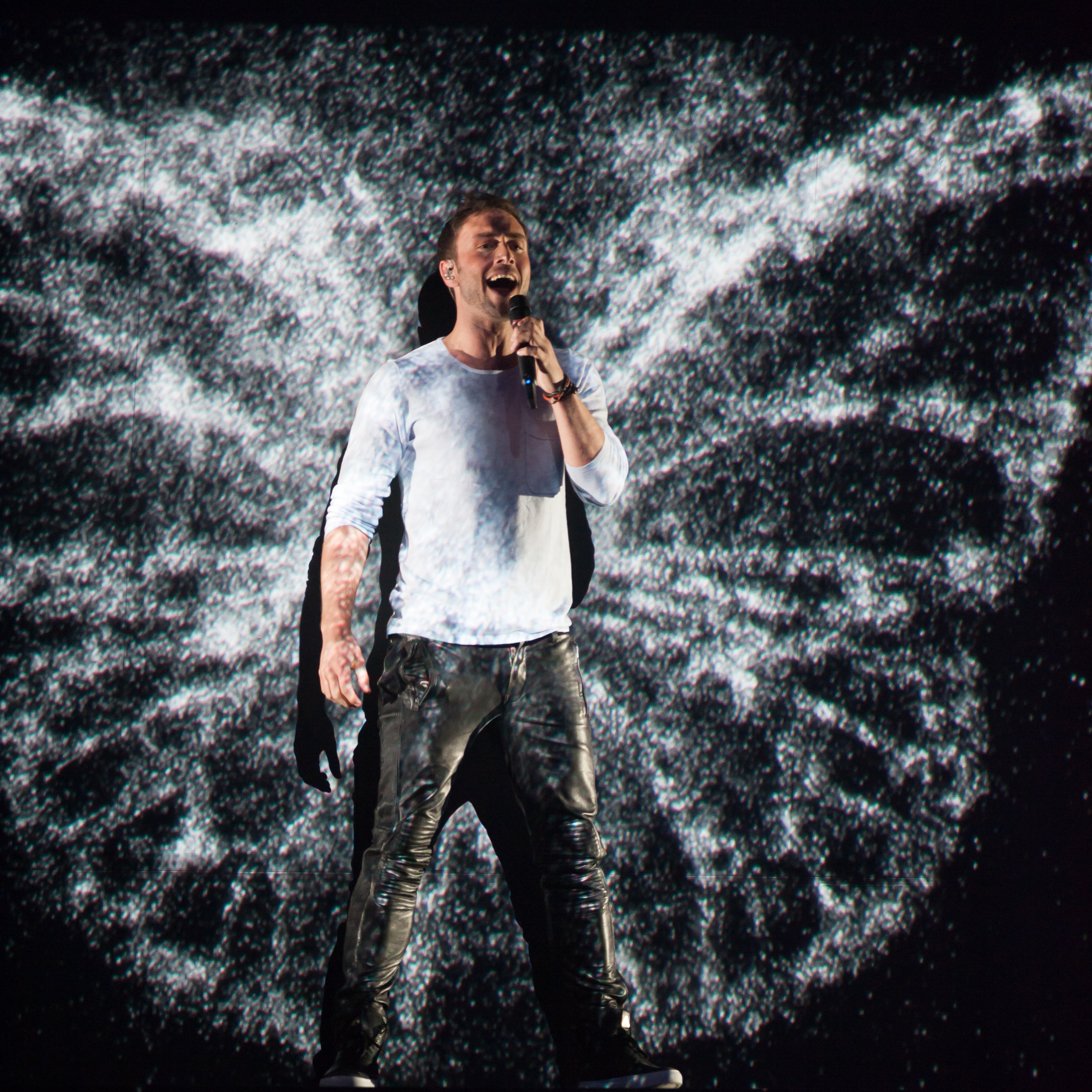
Zelmerlöw hát Heroes tại Eurovision 2015

Ở Eurovision Song Contest 2015, ca khúc vượt qua vòng bán kết thứ hai và cuối cùng giành chiến thắng chung cuộc với 365 điểm. Đây là ca khúc có điểm số cao thứ ba trong lịch sử của cuộc thi này. "Heroes" nhận về số điểm phần trăm cao nhất so với bất kỳ bài hát chiến thắng Eurovision nào trong thập niên 2010.

## Danh sách track
| Tải nhạc / đĩa đơn CD | Tải nhạc / đĩa đơn CD | Tải nhạc / đĩa đơn CD |
| STT                   | Nhan đề               | Thời lượng            |
| --------------------- | --------------------- | --------------------- |
| 1.                    | "Heroes"              | 3:10                  |

| Tải nhạc — Remix | Tải nhạc — Remix                       | Tải nhạc — Remix |
| STT              | Nhan đề                                | Thời lượng       |
| ---------------- | -------------------------------------- | ---------------- |
| 1.               | "Heroes" (B.o.Y Remix)                 | 3:44             |
| 2.               | "Heroes" (7th Heaven Club Mix)         | 6:30             |
| 3.               | "Heroes" (Axento Extended Remix)       | 5:09             |
| 4.               | "Heroes" (Eray Oktav Remix) (Extended) | 5:28             |

## Bảng xếp hạng

### Bảng xếp hạng hàng tuần
| Bảng xếp hạng (2015)                 | Vị trí cao nhất |
| ------------------------------------ | --------------- |
| Úc (ARIA)                            | 19              |
| Áo (Ö3 Austria Top 40)               | 1               |
| Bỉ (Ultratop Flanders)               | 2               |
| Bỉ (Ultratop Wallonia)               | 6               |
| CIS (Tophit)                         | 107             |
| Cộng hòa Séc (Rádio Top 100)         | 69              |
| Đan Mạch (Tracklisten)               | 7               |
| Euro Digital Songs (Billboard)       | 6               |
| Phần Lan (Suomen virallinen lista)   | 5               |
| Pháp (SNEP)                          | 33              |
| Đức (Official German Charts)         | 3               |
| Hy Lạp Digital Songs (Billboard)     | 1               |
| Hungary (Single Top 40)              | 12              |
| Iceland (RÚV)                        | 1               |
| Ireland (IRMA)                       | 10              |
| Israel (Media Forest)                | 2               |
| Ý (FIMI)                             | 87              |
| Luxembourg Digital Songs (Billboard) | 3               |
| Hà Lan (Single Top 100)              | 12              |
| Na Uy (VG-lista)                     | 4               |
| Ba Lan (Polish Airplay Top 100)      | 5               |
| Romania (Airplay 100)                | 58              |
| Nga (2M)                             | 3               |
| Scotland (OCC)                       | 7               |
| Slovakia (Rádio Top 100)             | 48              |
| Slovenia (SloTop50)                  | 2               |
| Tây Ban Nha (PROMUSICAE)             | 3               |
| Thụy Điển (Sverigetopplistan)        | 1               |
| Thụy Sĩ (Schweizer Hitparade)        | 1               |
| Thổ Nhĩ Kỳ (Number One Top 40)       | 3               |
| Anh Quốc (OCC)                       | 11              |

### Bảng xếp hạng cuối năm
| Bảng xếp hạng (2015)          | Vị trí |
| ----------------------------- | ------ |
| Áo (Ö3 Austria Top 40)        | 42     |
| Bỉ (Ultratop Flanders)        | 53     |
| Ba Lan (ZPAV)                 | 36     |
| Tây Ban Nha (PROMUSICAE)      | 80     |
| Thụy Điển (Sverigetopplistan) | 15     |

## Chứng nhận
| Quốc gia                                                    | Chứng nhận  | Số đơn vị/doanh số chứng nhận |
| ----------------------------------------------------------- | ----------- | ----------------------------- |
| Áo (IFPI Áo)                                                | Vàng        | 15.000‡                       |
| Đan Mạch (IFPI Đan Mạch)                                    | Vàng        | 45.000‡                       |
| Na Uy (IFPI)                                                | Vàng        | 20.000‡                       |
| Ba Lan (ZPAV)                                               | Vàng        | 25.000‡                       |
| Tây Ban Nha (PROMUSICAE)                                    | Bạch kim    | 40.000‡                       |
| Thụy Điển (GLF)                                             | 5× Bạch kim | 100.000‡                      |
| ‡ Chứng nhận dựa theo doanh số tiêu thụ và phát trực tuyến. |             |                               |

## Lịch sử phát hành
| Quốc gia       | Ngày             | Định dạng | Nhãn                |
| -------------- | ---------------- | --------- | ------------------- |
| Đan Mạch       | 28 tháng 2, 2015 | Tải nhạc  | Warner Music        |
| Phần Lan       | 28 tháng 2, 2015 | Tải nhạc  | Warner Music        |
| Na Uy          | 28 tháng 2, 2015 | Tải nhạc  | Warner Music        |
| Thụy Điển      | 28 tháng 2, 2015 | Tải nhạc  | Warner Music Sweden |
| Vương quốc Anh | 28 tháng 2, 2015 | Tải nhạc  | Warner Music        |
| Úc             | 28 tháng 2, 2015 | Tải nhạc  | Warner Music        |
| Ý              | 9 tháng 3, 2015  | Tải nhạc  | Warner Music        |